# Piên
Piên é um município brasileiro localizado no sudeste do estado do Paraná. Localiza-se na Região Metropolitana de Curitiba, a sul da capital do estado, distando desta cerca de 86 km. Ocupa uma área de 254,792 km², sendo que 0,368 2 km² estão em perímetro urbano, e sua população em 2019 foi estimada em 12 746 habitantes.
A sede tem uma temperatura média anual de 16,6 °C e na vegetação do município predomina a Floresta Ombrófila Mista. Com 68,77% de seus habitantes vivendo na zona urbana, o município contava, em 2009, com quatro estabelecimentos de saúde. O seu Índice de Desenvolvimento Humano (IDH) é de 0,694, considerando como médio em relação ao estado.
Colonizadores portugueses instalados no litoral paranaense, chegaram ao interior do estado à procura de um novo local para se estabelecerem. Descobriram na época o povoado de Tietê, até virem à região mais tarde denominada de Piên, em torno de 1850. As famílias começaram a desflorestar a área a ser conquistada, e se ocuparam da agricultura. As mais importantes atividades econômicas eram a erva-mate e a farinha de milho. Fundado por meio da Lei Estadual do Paraná de n.º 4338, de 25 de janeiro de 1961, foi implantado no dia 1.º de novembro do mesmo ano, emancipado de Rio Negro.

## Etimologia
O topônimo Piên, de acordo com certos autores, procede do piar dos gaviões, ave da família dos falconídeos, presente em enorme quantidade nesta região, à época de seu povoamento. Outra versão afirma que Piên é de procedência tupi-guarani e quer dizer “coração”.

## História

### Origens e povoamento
A história da população pienense possui associação direta com a construção da Estrada da Mata, que foi concretizada desde o século XVIII. Foi essa via de transporte que atraiu os povoadores para a grande região sudeste do Paraná. A Estrada da Mata era uma parte do Caminho das Tropas, trecho que ia de Viamão, no Rio Grande do Sul, até a cidade de Sorocaba, no estado de São Paulo.
À beira dessa estrada boiadeira surgiram muitos pousos, ou invernadas, que eram utilizados como refúgio para os tropeiros e pastagem para o rebanho, que se recuperava do percurso de longos trechos. Algumas destas paragens se transformariam em cidades grandes, as quais irradiariam equilíbrio social, cultural e econômico ao redor delas. Nessa situação nasceu Rio Negro, que progrediu de modo satisfatório desde meados do século XIX.
O solo fértil de Piên sempre movimentou muita gente. Os primeiros residentes na região foram os Vieira, uma enorme família, de procedência portuguesa, que ali se estabeleceu, ocupando-se da lavoura. Com o tempo, e, em consequência da chegada de outras famílias, constituiu-se um pequeno povoado que apresentava alguma segurança para os seus habitantes.

### Formação administrativa e história recente

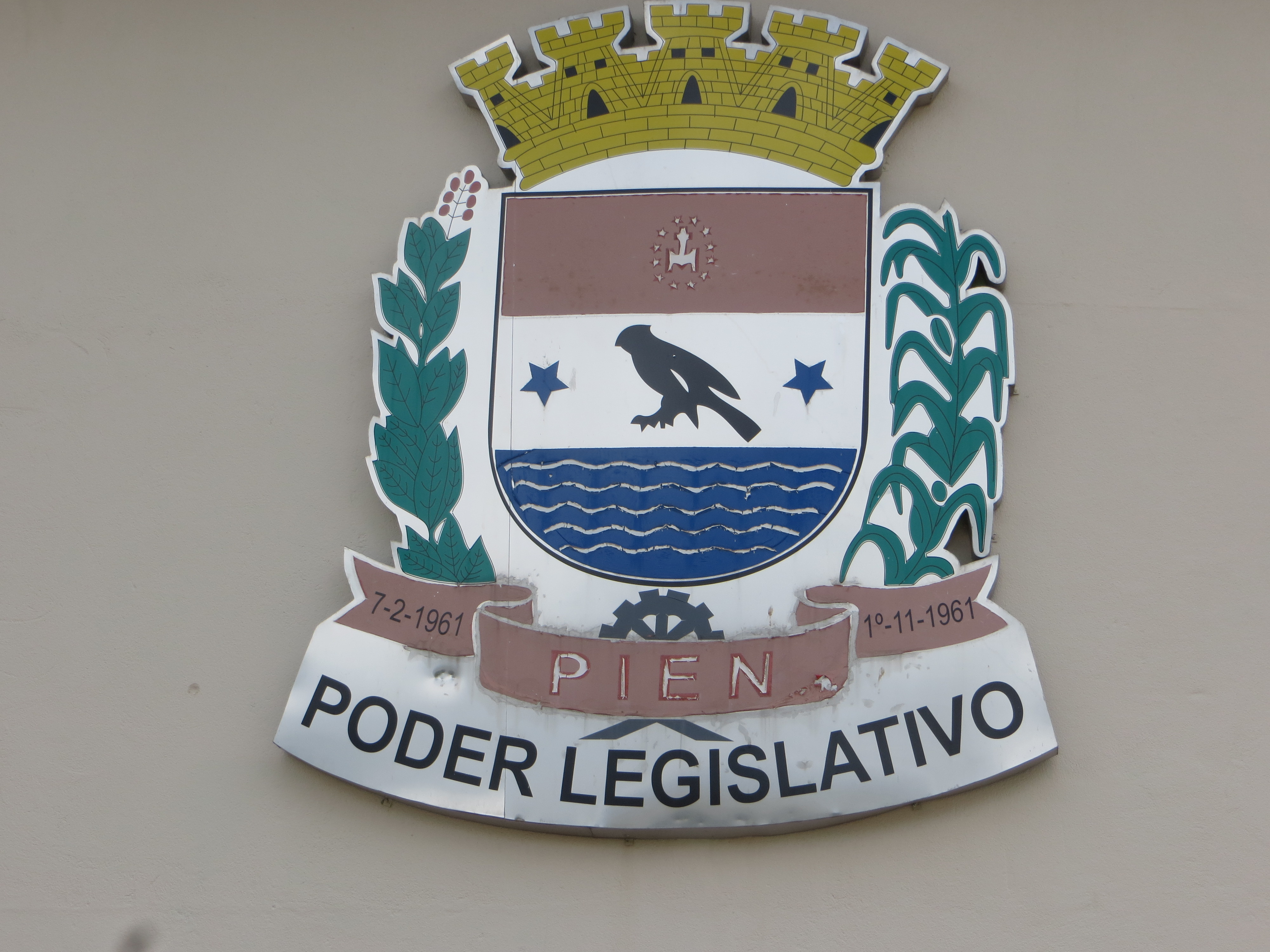
Brasão municipal na fachada da câmara de vereadores.

Em 28 de março de 1890, foi estabelecido o Distrito Policial de Piên, sendo que, em 1905 o povoado foi promovido à condição de Distrito Administrativo e Judiciário, com território subordinado ao município de Rio Negro.
Somente em 25 de janeiro de 1961, por meio da Lei Estadual do Paraná n.º 4338, aprovada pelo governador Moisés Lupion, foi fundado o município de Piên. O território foi emancipado de Rio Negro, e sua implantação oficial ocorreu no dia 1.º de novembro de 1961, sendo primeiro prefeito o Sr. Frederico Guilherme Giese.
Em 1996, a cidade passou a se desenvolver industrialmente. Com a instalação da empresa portuguesa Tafisa (hoje Arauco do Brasil), o município começou um processo de adaptação diante de uma nova realidade econômica. E que adicionadas às demais empresas já implantadas, como a Famossul, as fábricas ocuparam seu lugar como carro-chefe na renda urbana.
Teve destaque na imprensa o crime político contra o prefeito eleito Loir Drevek. O chefe do executivo morreu depois de levar um tiro na cabeça antes de tomar posse, no dia 17 de dezembro de 2016. Ele sucederia o ex-prefeito Gilberto Dranka, suspeito de ser o mandante do crime. Gilberto foi preso pela Polícia Civil no final de janeiro de 2017, escondido no forro de gesso de sua mansão. Com a morte do prefeito eleito, assumiu o poder executivo municipal o então vice, Livino Tureck, com duração de mandato até 2020.

## Geografia
A área do município, segundo o Instituto Brasileiro de Geografia e Estatística, é de 254,792 km², sendo que 0,368 2 km² constituem o perímetro urbano. Situa-se a 26° 05′ 53″ de latitude sul e 49° 25′ 45″ de longitude oeste e está a uma distância de 85 quilômetros a oeste da capital paranaense. Limita-se com: Quitandinha ao norte; estado de Santa Catarina (Rio Negrinho, São Bento do Sul e Campo Alegre) ao sul; Agudos do Sul a leste; e Rio Negro e Campo do Tenente a oeste.
De acordo com a divisão regional vigente desde 2017, instituída pelo IBGE, o município pertence às Regiões Geográficas  Intermediária e Imediata de Curitiba. Até então, com a vigência das divisões em micro e mesorregiões, pertencia à microrregião de Rio Negro, que, por seu turno, estava incluída na mesorregião Metropolitana de Curitiba.

### Geomorfologia, meio ambiente e hidrografia
Os principais solos do município de Piên são dos tipos: argilosos, cambissolos, latossolos, litólicos e gleissolos. Sua altitude é de 818 m, no Primeiro Planalto Paranaense. Piên tem, como aspecto prevalente, um relevo acidentado, que alcança mais de 25% de sua superfície total. Os demais 75% possuem como característica um relevo de planaltos ou com suave ondulação. Essa situação possibilita a ocorrência de dois gêneros de ocupações bem típicas, tanto na fundiária (tamanho das propriedades), como na característica de uso do solo e como ele é aproveitado (cultivos, métodos de manuseio do terreno), assim como no modo como as famílias sobrevivem e se organizam em sociedade. As principais formações vegetais do município são a floresta ombrófila mista montana e a ombrófila aluvial. Em relação à fauna, a ave-símbolo do município é o gavião, que deu origem ao nome da cidade.
O município de Piên situa-se na bacia do rio Negro, divisa entre os estados do Paraná e Santa Catarina, e é um dos principais afluentes da margem esquerda do Iguaçu, em seu trecho médio. As sub-bacias principais que banham o município são: a bacia do rio Piên, a do Poço Frio, a do ribeirão Lajeado do Caçador, a do Picacinho e a do Palmito. Também formam a rede hidrográfica do município as microbacias dos rios do Bugre, Monjolinho, do Pires, ribeirão da Ponte Alta, da Boa Vista, do Gado, Cachoeira, Mosquito, Letreiro e arroio Xaxim, etc. Todos constituem tributários diretos e indiretos da margem direita do rio Negro. Os principais rios, que atravessam o município, descem prevalentemente na direção norte-sul. A bacia do rio Ribeirão Vermelho banha a região a noroeste do município, que segue direção contrária às outras bacias da municipalidade (S e SE para NW), para o da Várzea, no de Quitandinha. Uma bacia secundária, afluente do rio Piên, banha a malha urbana do município de Piên. As principais bacias hidrográficas do distrito de Trigolândia são as dos rios dos Pires, Monjolinho e Ponte Alta; este último banha com seus afluentes boa parte do mesmo.

### Clima
Na região do município de Piên, conforme a classificação do clima de Köppen, o clima prevalente é o Cfb, que apresenta um clima subtropical úmido mesotérmico, de verões amenos e com ocorrência de geadas severas e frequentes, sem estação seca. Possui umidade relativa do ar de cerca de 82,5%. Prevalecem os ventos da direção leste/nordeste, sendo os mais comuns, os procedentes do leste, ventos marítimos.
O mês mais quente é janeiro com máxima pouco superior a 26 °C e o mais frio julho com mínima próxima dos 6 °C. As chuvas são abundantes durante o ano todo, não havendo a ocorrência de uma estação seca. O índice pluviométrico do município é de 1 395 mm/ano, sendo o mês mais chuvoso janeiro e julho o menos chovediço.
| Dados climatológicos para Piên | Dados climatológicos para Piên | Dados climatológicos para Piên | Dados climatológicos para Piên | Dados climatológicos para Piên | Dados climatológicos para Piên | Dados climatológicos para Piên | Dados climatológicos para Piên | Dados climatológicos para Piên | Dados climatológicos para Piên | Dados climatológicos para Piên | Dados climatológicos para Piên | Dados climatológicos para Piên | Dados climatológicos para Piên |
| Mês                            | Jan                            | Fev                            | Mar                            | Abr                            | Mai                            | Jun                            | Jul                            | Ago                            | Set                            | Out                            | Nov                            | Dez                            | Ano                            |
| ------------------------------ | ------------------------------ | ------------------------------ | ------------------------------ | ------------------------------ | ------------------------------ | ------------------------------ | ------------------------------ | ------------------------------ | ------------------------------ | ------------------------------ | ------------------------------ | ------------------------------ | ------------------------------ |
| Temperatura máxima média (°C)  | 26,1                           | 25,7                           | 24,6                           | 21,9                           | 19,2                           | 17,9                           | 18,0                           | 19,6                           | 20,5                           | 21,9                           | 23,8                           | 25,1                           | 22,0                           |
| Temperatura média (°C)         | 20,8                           | 20,6                           | 19,5                           | 16,6                           | 13,8                           | 12,5                           | 12,2                           | 13,6                           | 15,1                           | 16,8                           | 18,3                           | 19,6                           | 16,6                           |
| Temperatura mínima média (°C)  | 15,5                           | 15,5                           | 14,4                           | 11,4                           | 8,5                            | 7,1                            | 6,5                            | 7,7                            | 9,8                            | 11,7                           | 12,8                           | 14,1                           | 11,2                           |
| Precipitação (mm)              | 170                            | 159                            | 130                            | 85                             | 86                             | 107                            | 77                             | 94                             | 113                            | 129                            | 108                            | 137                            | 1 395                          |
| Fonte: Climate-Data.org        |                                |                                |                                |                                |                                |                                |                                |                                |                                |                                |                                |                                |                                |

## Demografia
Em 2010, a população do município foi contada pelo Instituto Brasileiro de Geografia e Estatística (IBGE) em 11 236 habitantes. Segundo o censo daquele ano, 5 759 habitantes eram homens e 2 243 mulheres. Ainda segundo o mesmo censo, 4 523 habitantes viviam na zona urbana e 6 713 na rural. Da população total naquele ano, 2 859 habitantes (25,44%) tinham menos de 15 anos, 7 728 (73,5%) tinham de 15 a 64 e 649 pessoas (5,78%) possuíam mais de 65 anos, sendo que a esperança de vida ao nascer era de 73,11 e a taxa de fecundidade por mulher era de 1,89.
Em 2010, a população era composta por 8 931 brancos (79,49%), 278 negros (2,47%), 42 amarelos (0,37%), 1 979 pardos (17,61%) e 6 indígenas (0,05%). Considerando-se a região de nascimento, 90 eram nascidos no Sudeste (0,80%), 33 no Nordeste (0,29%), 14 no Centro-Oeste (0,13%) e 11 031 no Sul (98,17%). 9 193 habitantes eram naturais do Paraná (81,81%) e, desse total, 6 495 eram nascidos em Piên (57,80%). Entre os 2 043 naturais de outras unidades da federação, Santa Catarina era o estado com maior presença, com 1 790 pessoas (15,93%), seguido por São Paulo, com 71 residentes (0,63%), e pelo Rio Grande do Sul, com 48 no município (0,43%).

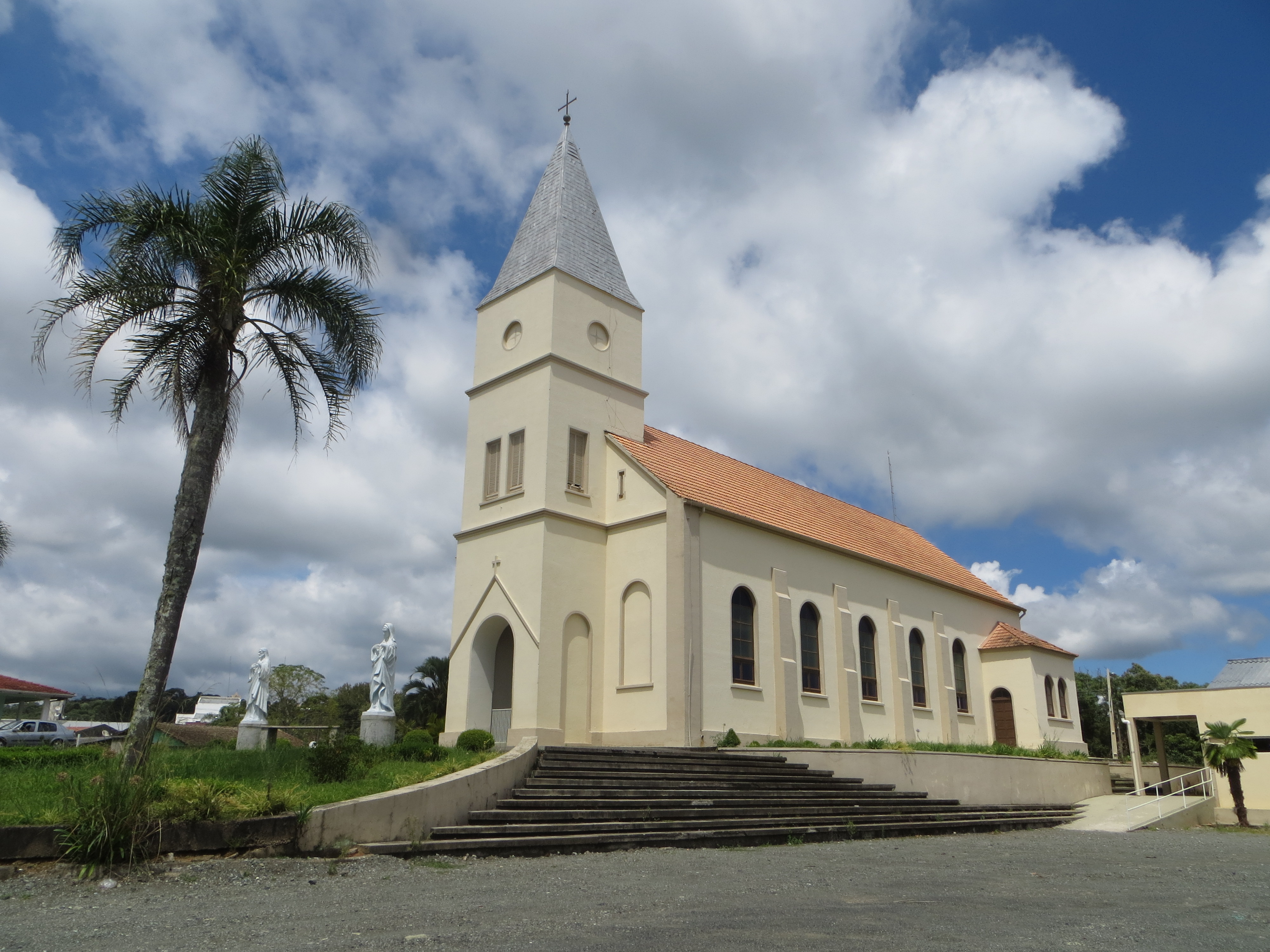
Paróquia N. S. das Graças.

O Índice de Desenvolvimento Humano Municipal (IDH-M) de Piên é considerado médio pelo PNUD, sendo que seu valor é de 0,694 (o 2078.º maior do Brasil). A cidade possui a maioria dos indicadores próximos à média nacional segundo o PNUD. Considerando-se apenas o índice de educação o valor é de 0,616, o do de longevidade é de 0,802 e o de renda é de 0,677. De 2000 a 2010, a proporção de pessoas com renda domiciliar per capita de até meio salário mínimo reduziu em 4,9% e em 2010, 88,7% da população vivia acima da linha de pobreza, 7,8% se encontrava na mesma e 3,5% estava abaixo. O coeficiente de Gini, que mede a desigualdade social, era de 0,432, sendo que 1,00 é o pior número e 0,00 é o melhor. A participação dos 20% da população mais rica da cidade no rendimento total municipal era de 47,2%, ou seja, 0,7 vezes inferior à dos 20% mais pobres, que era de 4,9%.
De acordo com dados do censo de 2010 realizado pelo IBGE, a população municipal está composta por: 9 702 católicos (86,35%), 1 357 evangélicos (12,08%) e 120 pessoas sem religião (1,07%). Segundo divisão da Igreja Católica, a cidade sedia a Paróquia Nossa Senhora das Graças, subordinada à Diocese de São José dos Pinhais.

## Política, administração e subdivisões
A administração se dá pelos poderes Executivo e Legislativo. O representante do governo municipal de Piên eleito nas eleições municipais em 2016 foi Loir Drevek, do Partido do Movimento Democrático Brasileiro, que conquistou, ao todo, 4 232 votos (50.71% dos eleitores), tendo Livino Tureck como vice-prefeito. Loir Drevek foi assassinado antes de tomar posse e o vice, Livino Tureck, morreu em novembro de 2018. Em 17 de março de 2019, houve nova eleição para a escolha do prefeito para o término da gestão 2017/2020.
Já, o poder legislativo, no que lhe concerne, é constituído pela câmara, composta por 9 vereadores eleitos para mandatos de quatro anos (em observância ao disposto no artigo 29 da Constituição). Está formada por duas cadeiras do PSD, duas do PMDB, uma cadeira do PR, uma do PSDB, uma do PDT, uma do PSDB e uma do PP. Cabe à casa elaborar e votar leis fundamentais à administração e ao executivo, especialmente o orçamento participativo (Lei de Diretrizes Orçamentárias).
Havia 8 790 eleitores em julho de 2014, o que representa 0,111% do total do estado. O município de Piên é regido por lei orgânica e pertence à Comarca de Rio Negro, de entrância intermediária.
Piên está subdividido em dois distritos, sendo eles a sede e Trigolândia. Segundo a prefeitura, o município também é dividido em dezoito bairros (Aterrado Alto, Avencal, Boa Vista, Campina dos Crespins, Campina dos Maia, Campo Novo, Cerro Verde, Gramados, Lageado, Mosquito, Palmitos, Palmito de Cima, Picacinho, Pocinho, Poço Frio, Poço Frio dos Moreiras, Quicé e Vermelhinho).

## Economia

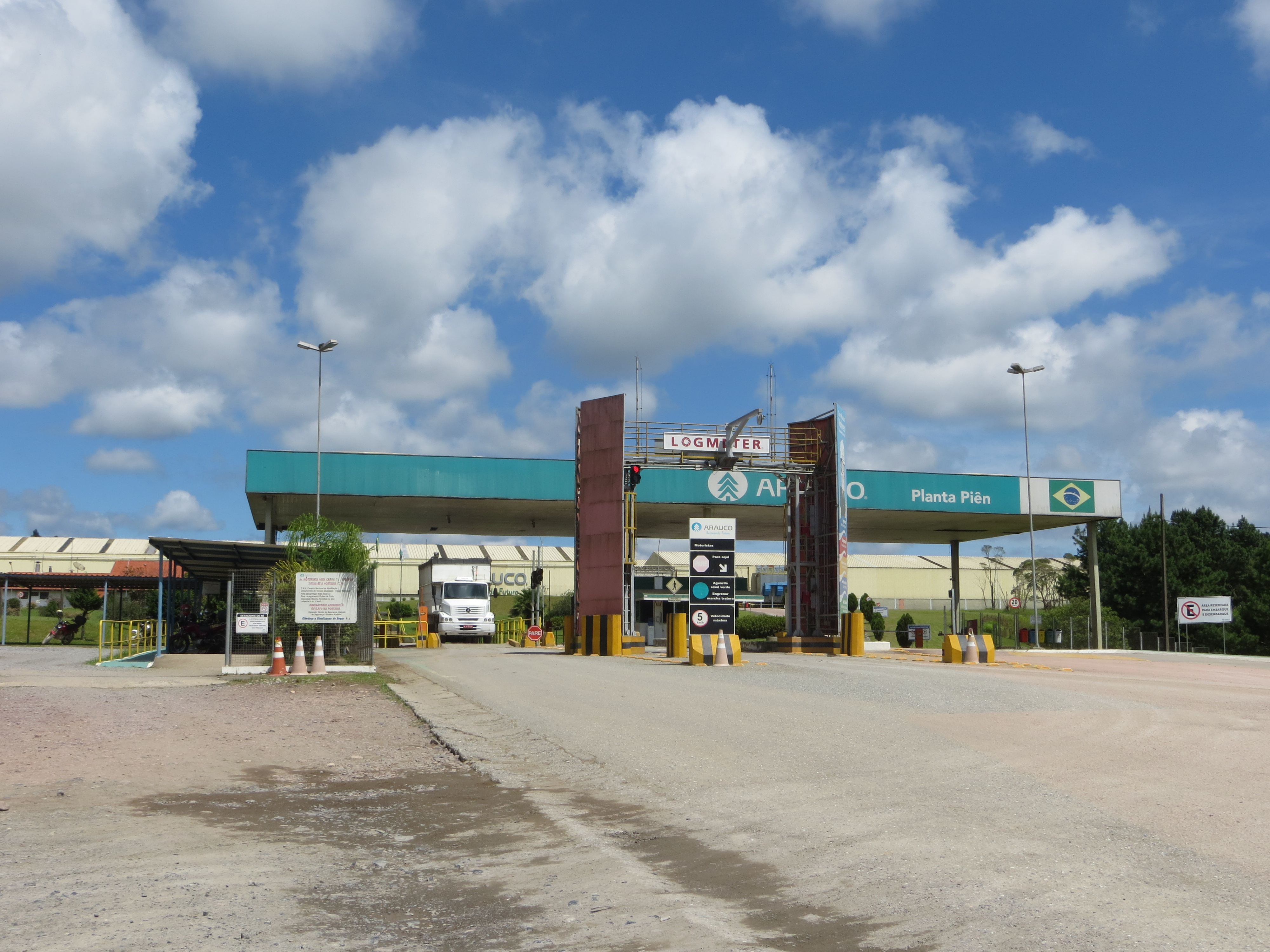
Indústria da Arauco do Brasil.

No Produto Interno Bruto (PIB) de Piên, se destacam a agropecuária e do setor de prestação de serviços. De acordo com dados do IBGE, relativos a 2013, o PIB do município era de R$ 691 758,66 mil. 78 900,37 mil eram de impostos sobre produtos líquidos de subsídios a preços correntes e o PIB per capita era de R$ 56 085,51. Em 2013, 77% da população maior de 18 anos era economicamente ativa, enquanto a taxa de desocupação era de 3,01%.
Salários, com outras remunerações, somavam 58 329 mil reais e o salário médio mensal de todo o município era de 3,1 mínimos. Havia 363 unidades locais e 352 empresas atuantes. Segundo o IBGE, 2,01% das residências sobreviviam com menos de um salário mínimo mensal por morador (234 domicílios), 18,60% com entre um e três salários mínimos para cada pessoa (628), 2,10% recebiam entre três e cinco (68), 0,86% tinham rendimento acima de cinco (29) e 3,23% não tinham (109).
Setor primário
| Produto | Área colhida (hectares) | Produção (tonelada) |
| ------- | ----------------------- | ------------------- |
| Milho   | 2 600                   | 15 600              |
| Soja    | 2 800                   | 8 400               |
| Trigo   | 1 000                   | 3 000               |

Em 2016, de todo o PIB da cidade, 125 399,84 mil reais eram o valor adicionado bruto da agropecuária, enquanto, em 2010, 40,85% da população economicamente ativa do município estava ocupada no setor. Segundo o IBGE, em 2013, o município contava com 1 800 bovinos, 630 bubalinos, 500 caprinos, 1 200 equinos, 800 ovinos, e 45 000 galináceos. Quatrocentas vacas foram ordenhadas, das quais foram produzidos 500 mil litros de leite. Também foram produzidos 12 000 quilos de mel de abelha.
Na lavoura temporária são produzidos principalmente o milho (15 600 toneladas produzidas e 2 600 hectares cultivados), a soja (8 400 toneladas e 2 800 hectares plantados) e (4 000 toneladas rendidas e 80 hectares semeados) e o trigo (3 000 toneladas e 1 000 hectares agricultados), além do arroz, batata-inglesa, cebola, feijão, mandioca e tomate. Já na lavoura permanente se destacam a erva-mate (200 toneladas plantadas e 500 hectares extraídos), a maçã (150 toneladas cultivadas e cinco hectares retirados) e a uva (80 toneladas e cinco hectares).
Setores secundário e terciário

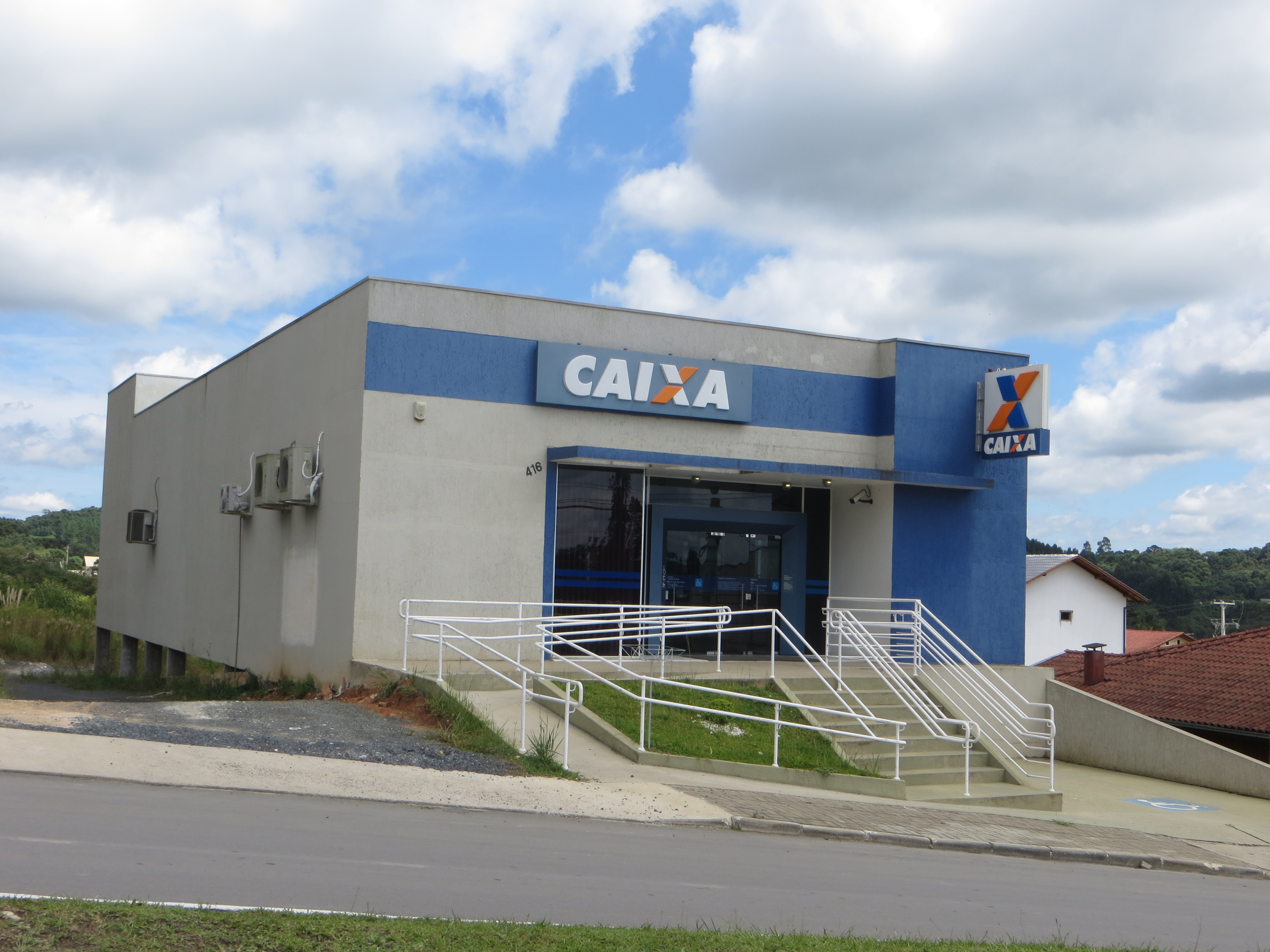
Agência da Caixa Econômica.

A produção industrial rendia 311 655,95 mil reais ao PIB do município em 2016, sendo resumida principalmente à agroindústria e à extração de madeira, com presença em pequena escala de estabelecimentos de extrativismo mineral, produtos não metálicos, indústria metalúrgica, mecânica, alimentícia e têxtil. De acordo com o IBGE, em 2013 foram extraídos 120 000 m³ de madeira em toras e, segundo estatísticas do ano de 2013, 20,64% dos trabalhadores de Piên estavam ocupados no setor industrial de transformação.  Em 2010, 0,51% da população estava empregada na indústria extrativa e 20,64% na de transformação, sendo que existem 30 estabelecimentos nessa atividade econômica que gera 1 415 empregos com carteira assinada.
Também em 2010, 3,68% da população ocupada estava empregada no setor de construção, 0,27% nos setores de utilidade pública, 7,61% no comércio e 21,47% no de serviços e em 2016, 121 618,14 mil reais do PIB municipal eram do valor adicionado bruto do setor de serviços e 54 184,37 mil reais do valor adicionado da administração pública.

## Infraestrutura

### Habitação, segurança pública, serviços e comunicações
Piên contava, em 2010, com 3 377 domicílios, dos quais 3 324 eram casas, nove residências de vila ou em condomínio, 41 apartamentos e três eram habitações em cômodos ou cortiço. Do total de domicílios, 2 894 eram próprios, sendo 2 778 já quitados e 116 em aquisição, 314 eram alugados; 160 imóveis foram cedidos, sendo 46 por empregador e 114 foram de outra forma. O serviço de abastecimento de energia elétrica é feito pela Companhia Paranaense de Energia, sendo que em 2010, segundo o IBGE, 3 350 domicílios possuíam acesso à rede de eletricidade.
Como na maioria dos municípios médios e grandes brasileiros, a criminalidade ainda é um problema em Piên. Em 2012, a taxa de homicídios no município foi de 8,7 para cada 100 mil habitantes. O índice de acidentes de trânsito neste mesmo ano foi de 3 ocorrências para cada 100 mil residentes. Em relação à ocorrência de suicídios, a taxa foi de 5,7 ocorrências a cada 100 mil habitantes, sendo a 92.ª maior ao nível estadual e a 1028.ª ao nacional. Por força da Constituição Federal do Brasil, Piên possui também uma Guarda Municipal, responsável pela proteção dos bens, serviços e instalações públicas do município. O destacamento da PMPR em Piên é a sede da polícia militar do município jurisdicionado pela 2° Companhia, sediada em Rio Negro, do 27º Batalhão de Polícia Militar, sediado na Lapa, do 4.º Comando Regional de PM, com sede em Ponta Grossa.
O fornecimento de água e a coleta de esgoto da cidade são feitos pela Companhia de Saneamento do Paraná e em 2008, havia 2 098 unidades consumidoras e eram distribuídos em média 882 m³ de água tratada por dia. Segundo o IBGE, em 2010, 2 683 domicílios eram atendidos pela rede geral de abastecimento e 3 234 possuíam banheiros para uso exclusivo das residências. O código de área (DDD) de Pien é 041 e o CEP (CEP) vai de 83 860–000 a 83 860–000.

### Saúde e educação

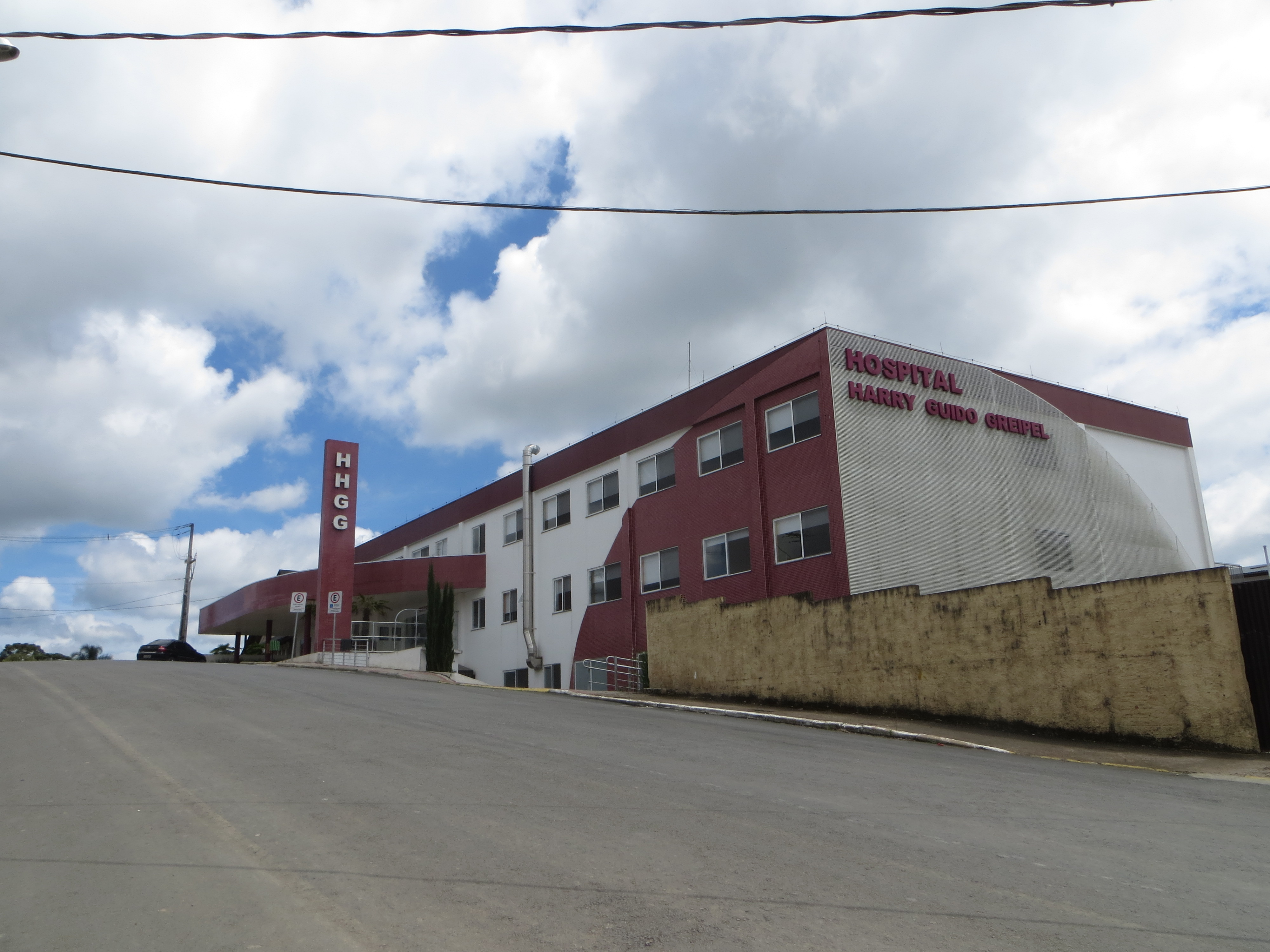
Hospital Harry Guido Greipel.

O município possuía, em 2009, quatro estabelecimentos de saúde, sendo deles quatro públicos municipais entre hospitais, pronto-socorros, postos e serviços odontológicos. Em 2014, 99,1% das crianças menores de 1 ano estavam com a carteira de vacinação em dia. Em 2013, foram registrados 159 nascidos vivos, ao mesmo tempo, que o índice de mortalidade infantil foi de 12,6 óbitos de crianças menores de cinco anos a cada mil. Já, em 2010, 1,53% das mulheres de 10 a 17 anos tiveram filhos, sendo 8,11% delas entre 10 e 14 anos e a taxa de atividade nesta faixa etária de 8,11%. 85,8% das crianças menores de 2 anos foram pesadas pelo Programa Saúde da Família em 2013.

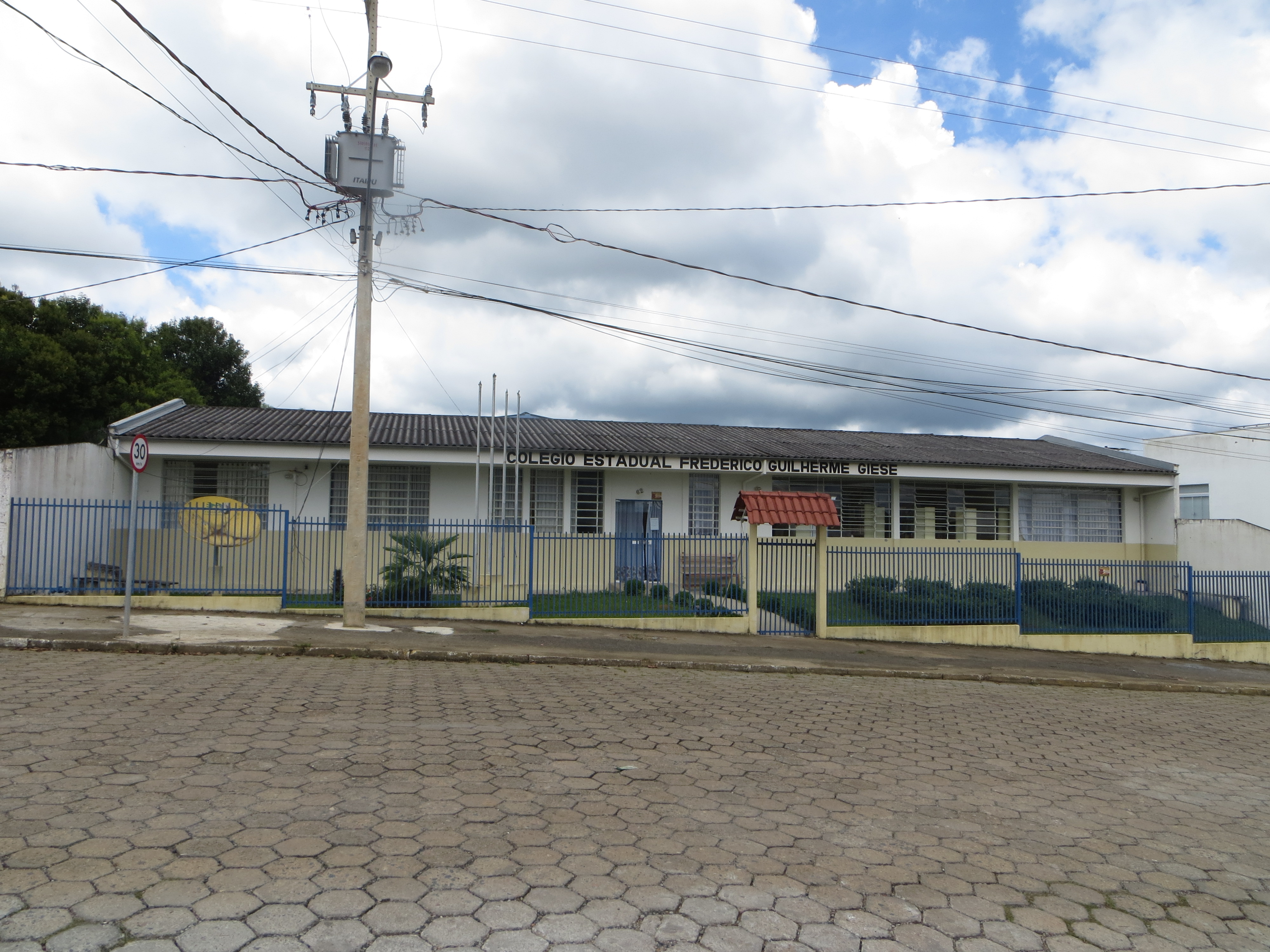
Colégio Estadual Frederico Guilherme Giese.

Na área da educação, o IDEB médio, entre as escolas públicas, era, no ano de 2013, de 4,0 (numa escala de avaliação que vai de nota 1 à 10), sendo que a obtida por alunos do 5.º ano (antiga 4.ª série) foi de 6,4 e do 9.º (ex-8.ª) era de 4,8; o valor das de todo o Brasil era de 4,9. Em 2010, 2,51% das crianças com faixa etária entre sete e catorze anos não estavam cursando o ensino fundamental. A taxa de conclusão, entre jovens de 15 a 17 anos, era de 72,85% e o percentual de alfabetização de moços e adolescentes entre 15 e 24 anos era de 98,9%. A distorção idade-série entre alunos do ensino fundamental, ou seja, com idade superior à recomendada, era de 10,2% para os anos iniciais e 26,2% nos anos finais e, no médio, a defasagem chegava a 19%. Dentre os habitantes de 18 anos ou mais, 41,21% tinham completado o fundamental e 46,11% o médio, sendo que o povo tinha em média 10,43 anos esperados de estudo.
Em 2010, de acordo com dados da amostra do censo demográfico, da população total, 3 283 habitantes frequentavam creches e/ou escolas. Desse total, 141 frequentavam creches, 200 estavam no ensino pré-escolar, 271 na classe de alfabetização, nove na EJA de jovens e adultos, 1 628 no fundamental, quatro no médio, 84 na EJA do fundamental, 108 no médio, 16 na especialização de nível superior, 307 em cursos superiores de graduação, e dois em doutorado. 7 327 pessoas não frequentavam unidades escolares, sendo que 861 nunca haviam frequentado e 7 092 frequentaram alguma vez. O município contava, em 2012, com 4 790 matrículas nas instituições de ensino da cidade, sendo que dentre as 10 escolas que ofereciam fundamental, duas pertenciam à rede pública estadual e oito à municipal. Dentre as duas instituições que forneciam o ensino médio, duas pertenciam à rede pública estadual.
| Educação de Piên em números (2012) | Educação de Piên em números (2012) | Educação de Piên em números (2012) | Educação de Piên em números (2012) | Educação de Piên em números (2012) |
| Nível                              | Matrículas                         | Docentes                           | Escolas (total)                    |                                    |
| ---------------------------------- | ---------------------------------- | ---------------------------------- | ---------------------------------- | ---------------------------------- |
| Ensino pré-escolar                 | 235                                | 16                                 | 9                                  |                                    |
| Ensino fundamental                 | 1 792                              | 95                                 | 10                                 |                                    |
| Ensino médio                       | 481                                | 41                                 | 2                                  |                                    |

### Transportes

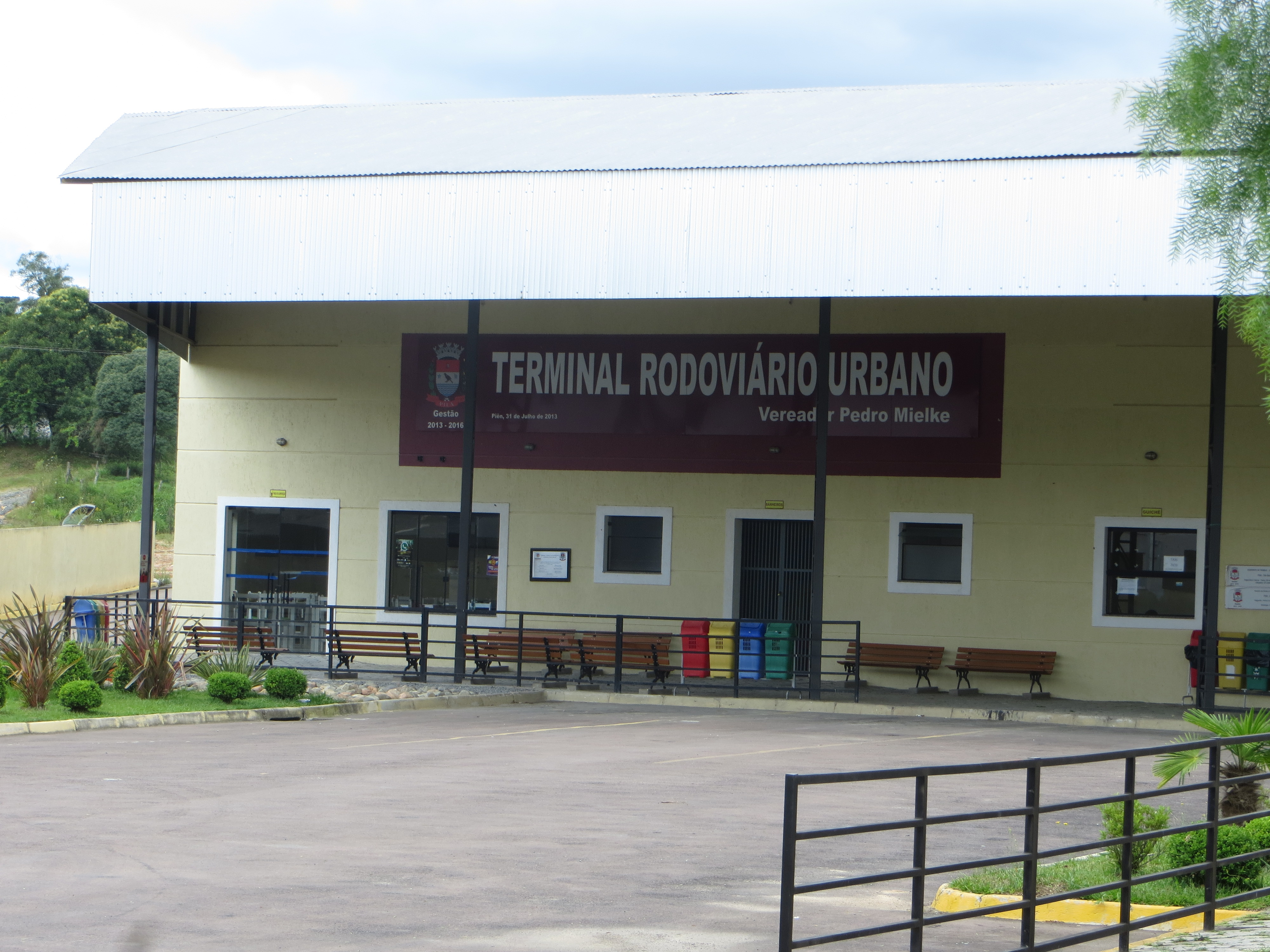
Terminal Rodoviário Vereador Pedro Mielke.

A frota municipal em dezembro de 2011 era de 7 873 veículos, sendo 4 375 automóveis, 431 caminhões, 109 caminhões-tratores, 678 caminhonetes, 228 caminhonetas, 25 micro-ônibus, 1 054 motocicletas, 1 582 motonetas, 32 ônibus, 70 reboques, 99 semi, um triciclo e 21 utilitários.
Já, a cidade possui um terminal rodoviário, o Urbano Vereador Pedro Mielke, que está localizado no centro da urbe, na Rua Natal, e foi inaugurado em 31 de julho de 2013, sendo que o local para embarque e desembarque de passageiros ocorre ali. O embarque das linhas da empresa Expresso São Bento que ligam o município, principalmente com as cidades de São Bento do Sul, Curitiba e Fazenda Rio Grande fica num local mais adequado e confortável aos passageiros, próximo à praça central. O município é atendido pela PR-281 e pela PR-420, que se cruzam na municipalidade, além da BR-116, rodovia de acesso à PR-281.

## Cultura

### Festas e instituições
Para estimular o desenvolvimento socioeconômico local, a prefeitura de Piên, com apoio de instituições locais, passou a investir mais no segmento de festas e eventos. No Parque Municipal de Eventos, localizado na periferia da cidade, são realizados certos acontecimentos sociais como a Festa de Nossa Senhora das Graças (em outubro), as comemorações do aniversário da emancipação política do município (em novembro) e a do Produtor Rural (entre julho e agosto). A Secretaria de Esportes, Cultura e Lazer é o órgão do governo municipal que trata do setor cultural do município, sendo composto obrigatoriamente por representantes das várias entidades. Além dos órgãos públicos, também há a atuação de outras entidades no setor cultural pienense, como a Banda Municipal de Piên, criada pela Lei do Município de Piên n.º 1190, de 12 de dezembro de 2013, atuando nos principais eventos cívicos e festas religiosas da cidade, e o Rotary Club Piên.

### Espaços culturais e esporte

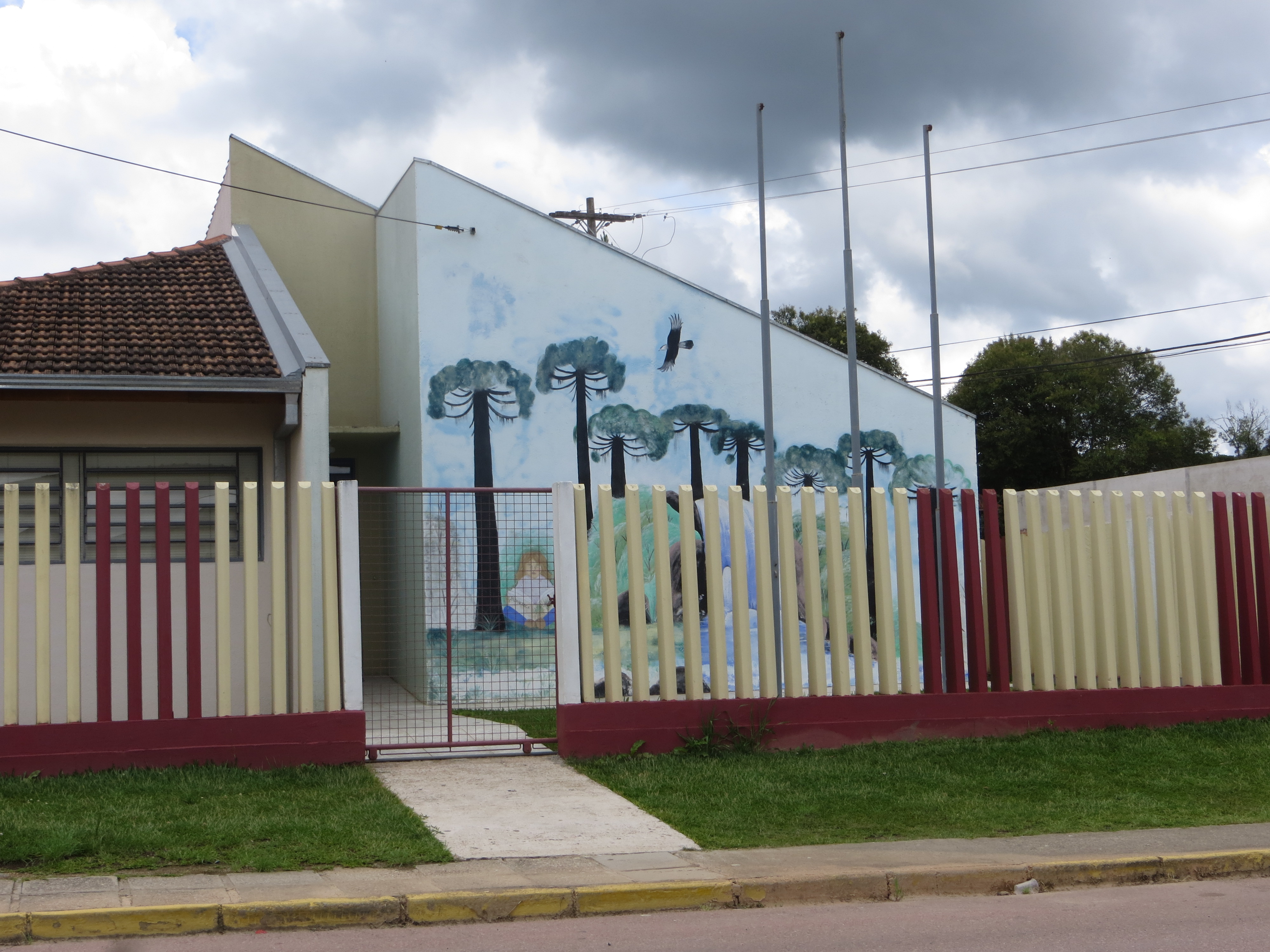
Biblioteca Cidadã.

Dentre os espaços culturais, se destaca a existência de bibliotecas, como a Biblioteca Cidadã, com um acervo de mais de 7 500 volumes de vários assuntos, situada entre as Escolas Marciano de Carvalho e Frederico Guilherme Giese, do Estádio Municipal dos Patamares e do Ginásio Cláudio de Oliveira Mendes. Um exemplo de clube de futebol é a União Guarani, que se sagrou campeão municipal da série B em 2012, depois de ter derrotado o São Cristóvão em uma partida moderada, durante disputa no estádio local. Eventualmente também há a organização de campeonatos esportivos amadores, como o Campeonato Municipal de Futsal e o de Futebol de Campo (também de association football), reunindo ainda equipes de outras cidades.

### Artes cênicas e artesanato

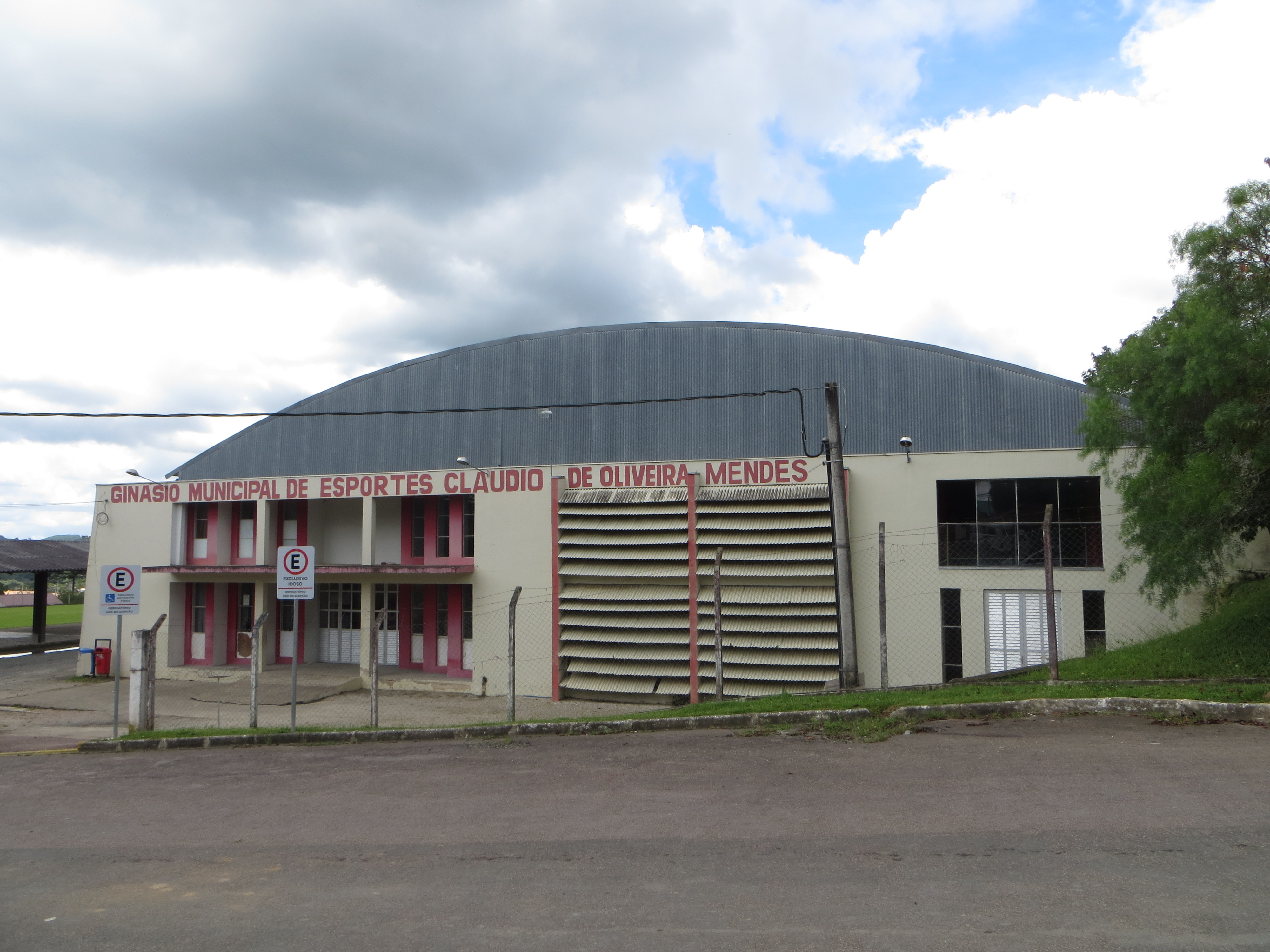
Ginásio Municipal de Esportes Cláudio de Oliveira Mendes.

O artesanato é uma das formas mais espontâneas da expressão cultural pienense. Em várias partes do município, é possível encontrar uma produção artesanal diferenciada, feita com matérias-primas regionais e criada de acordo com a cultura e o modo de vida local. Há associações que reúnem artesãos da região, disponibilizando espaço para confecção, exposição e venda dos produtos artesanais. Normalmente essas peças são vendidas em feiras, exposições ou lojas de artesanato. Segundo o IBGE, as principais atividades artesanais desenvolvidas em Piên eram o bordado, trabalhos com frutas e sementes extraídas da natureza e madeira. O trabalho teatral é desenvolvido pelo Centro de Referência de Assistência Social do município.

### Feriados
Em Piên há dois feriados municipais, e oito nacionais, além dos pontos facultativos. Os feriados municipais são: o dia da Festa de Nossa Senhora das Graças, comemorada no dia 27 de novembro e o da emancipação política da cidade, em 1.º do mesmo mês. O feriado da emancipação política é comemorado junto com o da padroeira, 27 de novembro. De acordo com a Lei Federal do Brasil n.º 9093, aprovada em 12 de setembro de 1995, os municípios podem ter no máximo quatro feriados municipais com âmbito religioso, já incluída a sexta-feira Santa.